# Scorpio Peaks
Die Scorpio Peaks sind ein Massiv im westlichen Palmerland auf der Antarktischen Halbinsel. Es liegt zwischen dem Meiklejohn- und dem Millett-Gletscher und besteht westlich aus zwei hohen, kegelförmigen Berggipfeln sowie einem Gebirgskamm mit niedrigeren Gipfeln im Osten.
Das UK Antarctic Place-Names Committee benannte das Massiv 1976 nach dem Sternbild Skorpion.